# Gustave Walckiers

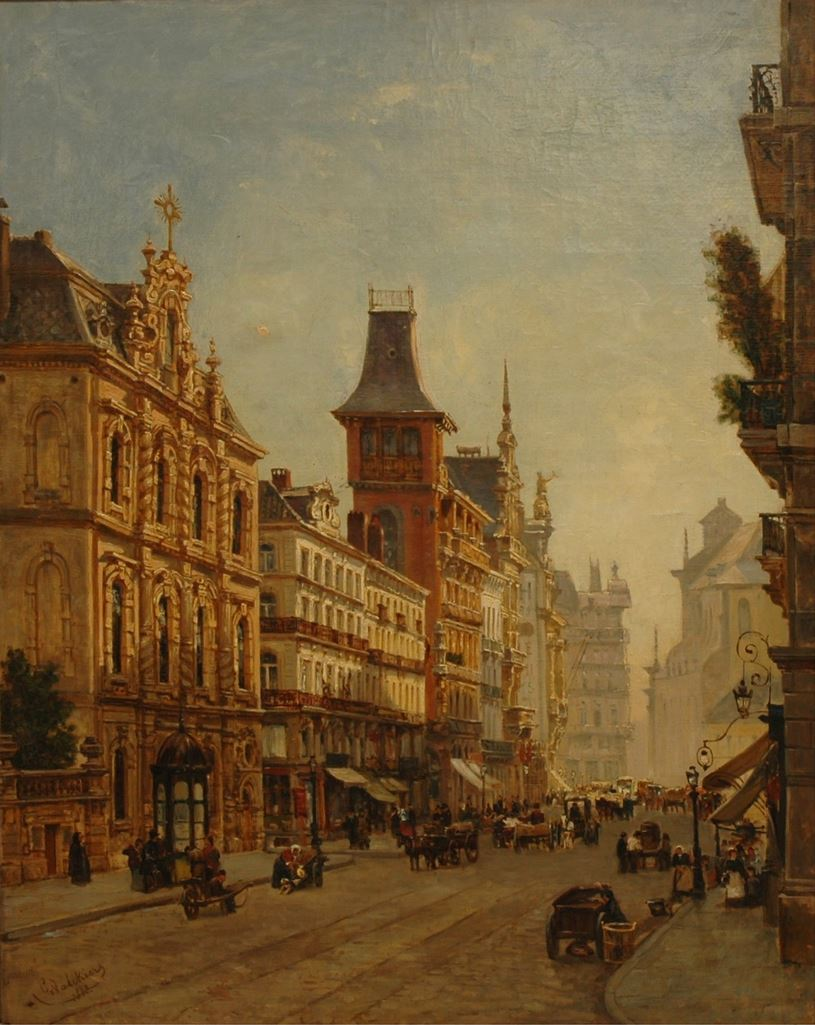
De Boulevard du Nord in Brussel

Gustave Walckiers (Sint-Joost-ten-Node, 17 maart 1831 – aldaar, 4 maart 1891) was een Belgisch kunstschilder van realistische stadsgezichten.

## Genealogie
Walckiers was de zoon van Pierre Joseph en Jeanne Devadder. Hij was gehuwd met Valérie Herlant. Hij woonde in de Koningstraat 143 te Brussel, later aan de Sterrenkundelaan te Sint-Joost-ten-Node.

## Levensloop
Walckiers studeerde van 1851 tot 1853 aan de Academie voor Schone Kunsten te Brussel, waar François Bossuet, een schilder van stadsgezichten (“vedutist”), perspectief doceerde. Later studeerde hij ook bij Jules Breton.
Walckiers, wiens leven arm is aan extra-artistieke feiten of gemengd nieuws, schilderde hoofdzakelijk stadsgezichten en in mindere mate landschappen: lanen, straten en pleinen in Brussel, Leuven, Antwerpen, Aalst en elders, realistisch, zonder toegevingen aan romantische stijlkenmerken, zoals b.v. een wat geforceerd coloriet.

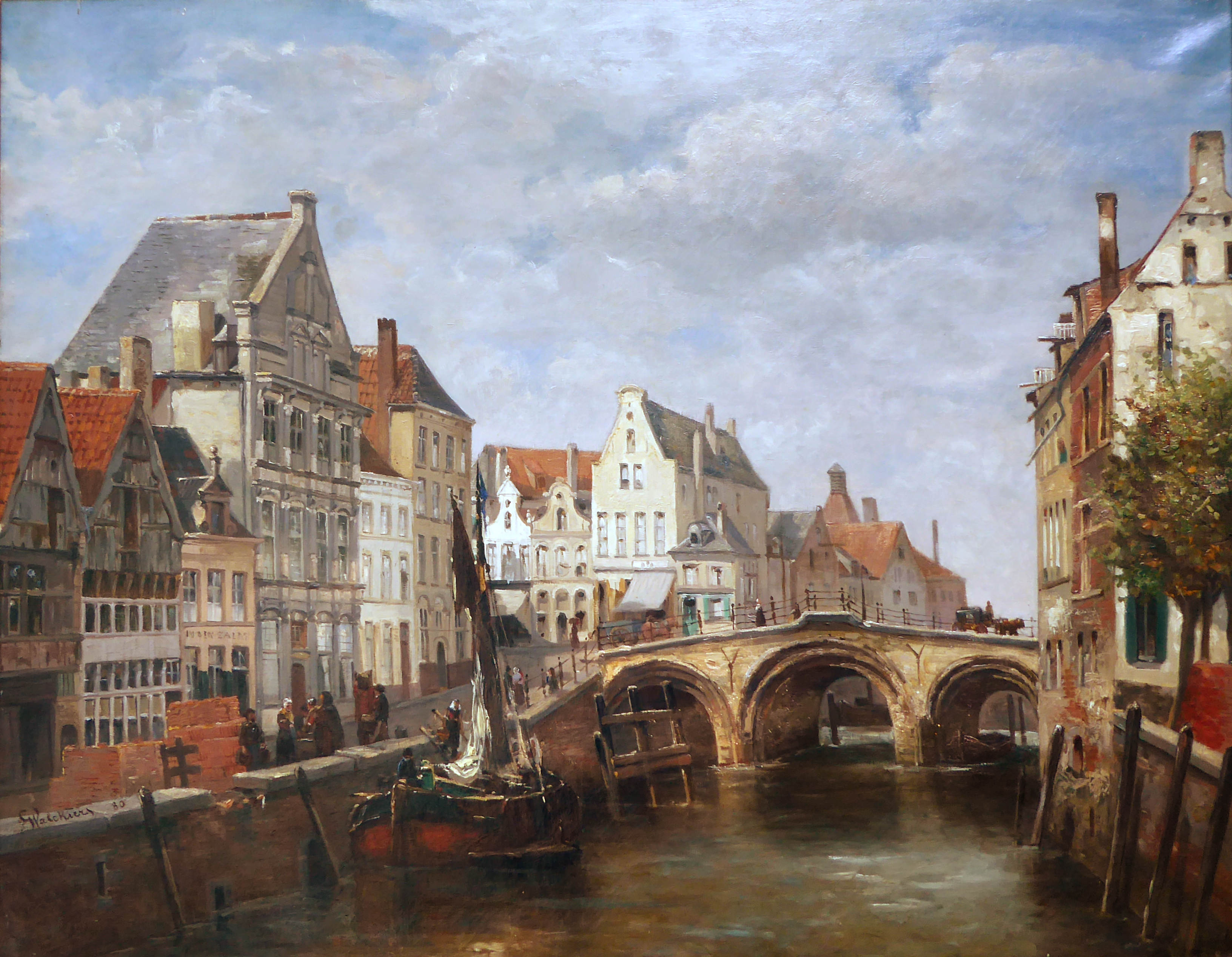
De Hoogbrug (Mechelen)

## Tentoonstellingen
Walckiers nam deel aan de kunstsalons in België, zowel aan de driejaarlijkse salons te Brussel, Gent en Antwerpen als aan salons in provinciesteden. Deze vorm van exposeren was toen nog de belangrijkste vorm van promotie voor beeldende kunstenaars.
- 1871; 28e Nationale en Triënnale Gentse Tentoonstelling georganiseerd door de Koninklijke Maatschappij tot Aanmoediging van Schone Kunsten in de stad Gent. : Walckiers exposeert daar Te Vianden, Markt te Bern, Kerk O.L.V. van de Zavelkerk te Brussel [1]
- 1874 ; Internationale tentoonstelling in Londen. Walckiers exposeerde daar onder nummer 1536 Eiermarkt te Edingen[2]
- 1876 ; Centennial Exhibition in Philadelphia, USA: Stadhuis van Aalst. Deze wereldtentoonstelling wordt georganiseerd ter ere van de honderdste verjaardag van de ondertekening van de Amerikaanse onafhankelijkheidsverklaring[3]
- 1880 ; Belgische kunsttentoonstelling in Brussel. Deze tentoonstelling vindt plaats in het kader van de vijftigste verjaardag van de geboorte van de Belgische staat. Het wordt gehouden in de gebouwen van Koninklijke Musea voor Schone Kunsten van België  in de Regentschapsstraat en de Hofbergstraat. :  Gezicht op Audenaerde en de Sint-Niklaaskerk en de Beurs van Brussel[4]
- 1886 ; Salon in Gent, 33ste driejaarlijkse tentoonstelling: Hôtel du Duc d´Arenberg in Brussel[5]
- 1887 maart ; Cercle Artistique et Littéraire, Brussel : individuele tentoonstelling met studies uit Bretagne, Holland en Duitsland[6]
- 1888, Salon in Antwerpen : Le Mont-Doré; Auvergne, De Schaarbeekse Poort te Brussel; dooi[7]

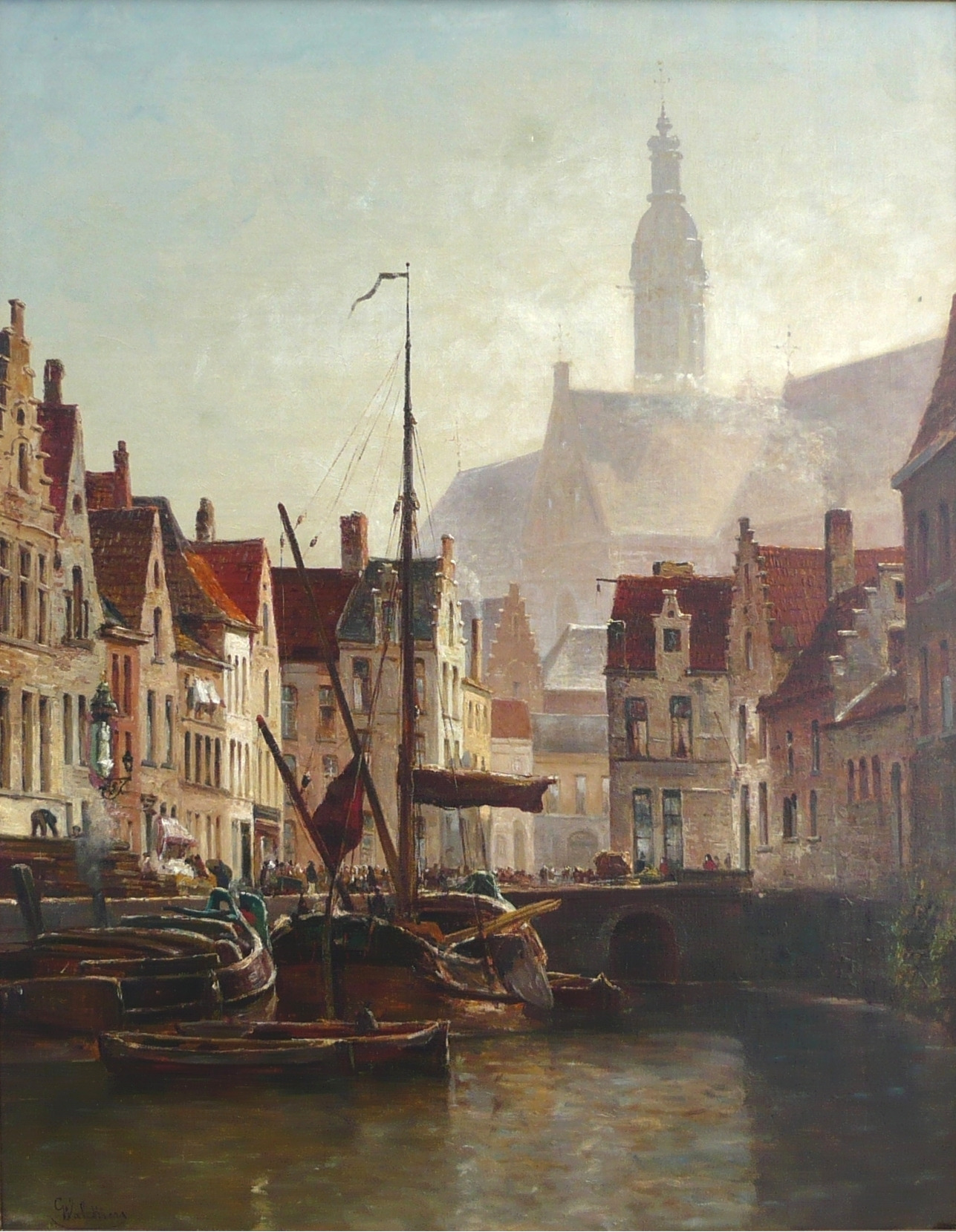
Koolvliet in Antwerpen

## In de veilingshuizen
In 2007 werd in het venduhuis Horta in Brussel een “Gezicht op Venetië” afgehamerd op 24.000 euro. De hoogste prijs ooit voor deze kunstenaar.

## Musea en openbare verzamelingen
Na Walckiers’ overlijden schonk zijn weduwe werken van hem aan diverse Belgische musea. De musea van Doornik en van de Stad Brussel kochten er vervolgens andere bij.
- Anderlecht/Brussel : Gemeentelijke Verzameling
- Antwerpen, Koninklijk Museum voor Schone Kunsten Antwerpen : De Regentschapstraat te Brussel
- Brussel, Koninklijke Musea voor Schone Kunsten van België : Het Sinte-Katharinaplein te Brussel in 1890
- Brussel, Museum van de Stad Brussel: De Grote Markt te Brussel in 1888   en   Bloemenmarkt op de Grote Markt
- Gent, Museum voor Schone Kunsten (Gent) : De Grote Markt te Brussel
- Kortrijk, Kortrijk, Museum voor Schone Kunsten (Kortrijk) : De Grote Markt te Brussel
- Luik ('Liège'), Musée des Beaux-Arts de Liège : De Noordlaan te Brussel

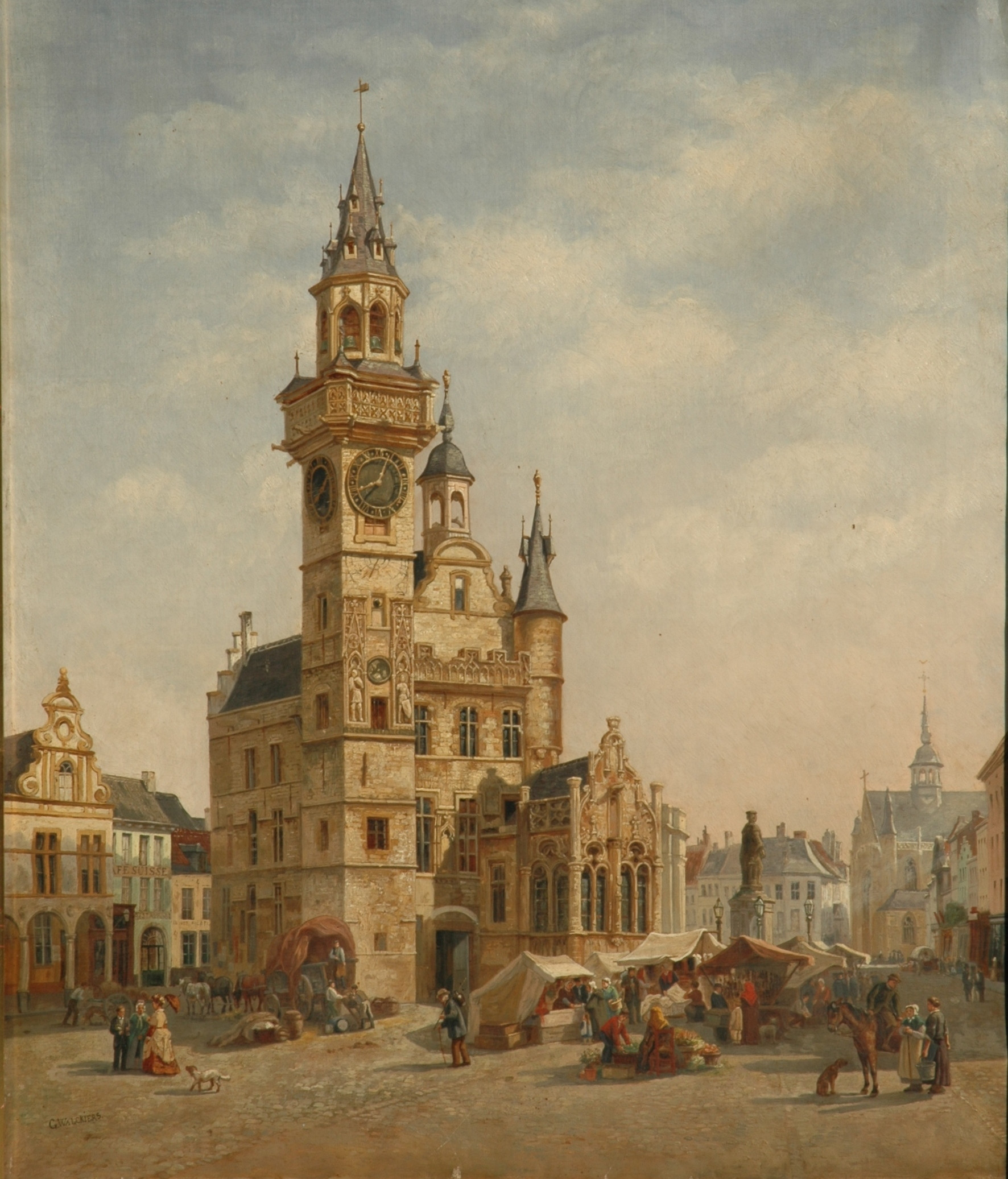
Belfort en Schepenhuis in Aalst

- Doornik ('Tournai'), Musée des Beaux-Arts de Tournai  : De Koningstraat te Brussel, De Hoogbrug te Mechelen  en Gezicht op Leuven (1878).